# جون راسيل يونغ بلاكلي
جون راسيل يونغ بلاكلي (بالإنجليزية: John Russell Young Blakely)‏ هو ضابط أمريكي، ولد في 17 يوليو 1872 في فيلادلفيا في الولايات المتحدة، وتوفي في 28 مارس 1942 في دنفر في الولايات المتحدة.